# Mariacris viridipes
Mariacris viridipes är en insektsart som beskrevs av Ronderos och S.Z. Turk 1989. Mariacris viridipes ingår i släktet Mariacris och familjen gräshoppor. Inga underarter finns listade i Catalogue of Life.